# Orsa orbifera
Orsa orbifera là một loài bướm đêm trong họ Noctuidae.